# Mastacembelus platysoma
Mastacembelus platysoma är en fiskart som beskrevs av Max Poll och Hubert Matthes 1962. Mastacembelus platysoma ingår i släktet Mastacembelus och familjen Mastacembelidae. IUCN kategoriserar arten globalt som livskraftig. Inga underarter finns listade i Catalogue of Life.